# Smirnă

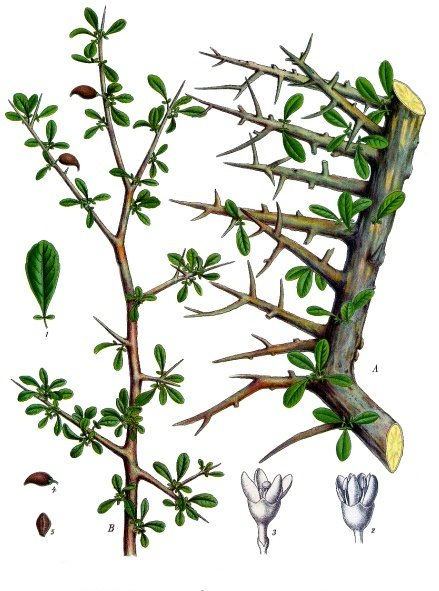
Commiphora myrrha

Smirna este un tip de rășină obținută din arbuști și arbori ai speciei Commiphora myrrha, din familia Burseraceae, cu ramuri ceruite și cu spini mari, care cresc în zonele deșertice ale Peninsulei Arabice și pe coasta de est a Africii.
Smirna se recoltează prin incizarea scoarței. Astfel, se scurge o rășină galbenă care, colectată, se lasă la uscat timp de trei luni. Rășina se va întări și se va preface în mici globule pietrificate. Acestea, la rândul lor, se vor măcina ori folosi intacte în producerea parfumurilor, medicamentelor și a unsorilor de corp.

## Primele menționări
În Biblie, smirna este menționată frecvent. Evanghelia după Sf. Matei menționează că smirna și tămâia au fost unele dintre darurile aduse de Magi la nașterea lui Iisus din Nazaret. În afara de aceasta, smirna este menționată și în Cartea Cântarea Cântărilor.

## Utilizări
- Similar cu tămâia, smirna se folosește în unele ceremonii religioase, prin ardere, când răspândește un miros specific.
- Prin ardere, smirna degajă un miros plăcut și mulți aburi albi de acid benzoic, care este un ulei volatil. În trecut, medicii prescriau în mod frecvent inhalațiile cu ulei volatil de acid benzoic, ca excitant.
- Cu smirnă se prepară o alifie folosită contra degerăturilor și a plesniturilor de pe mameloane. Sub formă de apă hemostatică, smirna este folosită pentru oprirea unor hemoragii ușoare.
- Leac împotriva unor boli, ca gripa sau bronșita, ca dezinfectant și ca analgezic.
- Condiment foarte parfumat.

## Ritual religios

### Egiptul antic și Punt (Cornul Africii)
Conducătorul dinastiei a V-a a Egiptului, regele Sahure, a înregistrat cea mai veche expediție atestată în țara Punt, în Cornul Africii de astăzi (mai precis în Somalia), ai cărei participanți au adus mari cantități de smirnă, tămâie, malachit și electrum.
Smirna a fost folosită de vechii egipteni, împreună cu natronul, pentru a îmbălsăma mumiile.

### În islam
Conform unui hadith al lui Mahomed transmis de Abu Nuaim de la Abban ibn Saleh ibn Anas, Mahomed a spus "Fumigați-vă casele cu pelin, smirnă și cimbru". (Kanz-ul-Ummal). Enciclopedia de fitoterapie islamică menționează același hadis: "Trimisul lui Allah a spus: "Mesagerul lui Allah a spus: "Fumigați-vă casele cu ash-shih, murr și sa'tar". Autorul afirmă că această utilizare a cuvântului "murrr" se referă în mod specific la Commiphora myrrha. Celelalte două sunt Al-Shih (posibil pelin de vierme) și Sa'tar (sau Za'atar - cimbru).

### În Rusia antică
Smirna a ajuns inițial la ruși de la greci, prin intermediul coloniei grecești din Tanais (astăzi Rostov pe Don), menționată de istoricul Strabon, cu care triburile slave rusești făceau comerț activ. Smirna în antichitate rușii o numeau smirnă.
Smirna este adesea menționată în multe rituri, ritualuri și obiceiuri slave. Fumatul de aromă Smyrna nu era mai puțin răspândit printre slavi.